# Angelina Arianit Komneni
Angelina Arianit Komneni (Berat, ... – Krušedol Selo, 1510) è stata una principessa, regina e santa serba.

## Biografia
Angelina proveniva da una famiglia nobile che viveva nelle zone dell'odierna Albania. Era figlia di Giorgio Arianiti e Maria Musachi. Regina di Serbia, insieme al suo consorte, il re Stefano di Serbia, dovette andare in esilio quando l'Impero ottomano occupò la Serbia. Dopo la morte del marito entrò in convento come suora. La Chiesa ortodossa serba la dichiarò santa, le ricorrenze sono il 30 luglio e il 10 dicembre.

## Discendenza
Angelina e Stefan ebbero cinque figli:
- Jovan (-1502);
- Đorđe (-1516);
- Irene;
- Maria (1466-1495), sposò il marchese del Monferrato Bonifacio III;
- Milica (-1554), sposò il voivoda di Valacchia Basarab V Neagoe.